# Evadare din planeta maimuțelor

Afiș original

Evadare din planeta maimuțelor (în engleză Escape from the Planet of the Apes) este un film SF american din 1971 regizat de Don Taylor. În rolurile principale joacă actorii  Roddy McDowall, Kim Hunter, Bradford Dillman și Ricardo Montalbán. Este al treilea film din seria Planeta maimuțelor produsă de Arthur P. Jacobs.

## Prezentare
În continuarea evenimentelor din Secretul planetei maimuțelor, Cornelius și Zira fug înapoi în timp în Los Angeles-ul secolului al XX-lea, unde au de înfruntat o teamă și o persecuție similară cu ceea ce Taylor și Brent au suferit în viitor; totodată ei descoperă ce evenimente au transformat lumea în cea pe care o cunosc în viitor.

## Actori
- Roddy McDowall - Cornelius
- Kim Hunter - Zira
- Bradford Dillman - Dr. Lewis Dixon
- Natalie Trundy - Dr. Stephanie Branton
- Eric Braeden - Dr. Otto Hasslein
- William Windom - President
- Sal Mineo - Dr. Milo
- Albert Salmi - E-1
- Jason Evers - E-2
- John Randolph - Chairman
- Harry Lauter - General Winthrop
- M. Emmet Walsh - Aide
- Roy Glenn - Lawyer
- Peter Forster - Cardinal
- Norman Burton - Army Officer
- William Woodson - Naval Officer
- Tom Lowell - Orderly
- Gene Whittington - Marine Captain
- Donald Elson - Curator
- Bill Bonds - TV Newscaster
- Army Archerd - Referee
- James Bacon - General Faulkner
- Ricardo Montalbán - Armando

## Vezi și
- Listă de filme apocaliptice